# Tanner Sloan

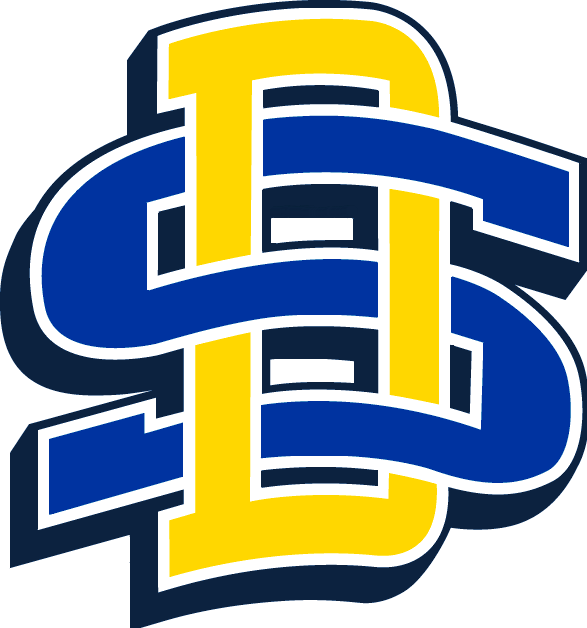
South Dakota State Jackrabbits

Tanner Ryan Sloan (ur. 25 listopada 1999) – amerykański zapaśnik walczący w stylu wolnym. 
Drugi na MŚ U-23 w 2022. Mistrz panamerykański juniorów w 2019 roku. 
Zawodnik Alburnett High School i South Dakota State University. Dwa razy All-American w NCAA Division I (2023, 2024). Drugi w 2023; piąty w 2024 roku.